# Кійа
Кі́йа (ест. Kiia küla) — село в Естонії, у волості Сауе повіту Гар'юмаа.

## Населення
Чисельність населення на 31 грудня 2011 року становила 234 особи.